# استار فیلم کمپانی

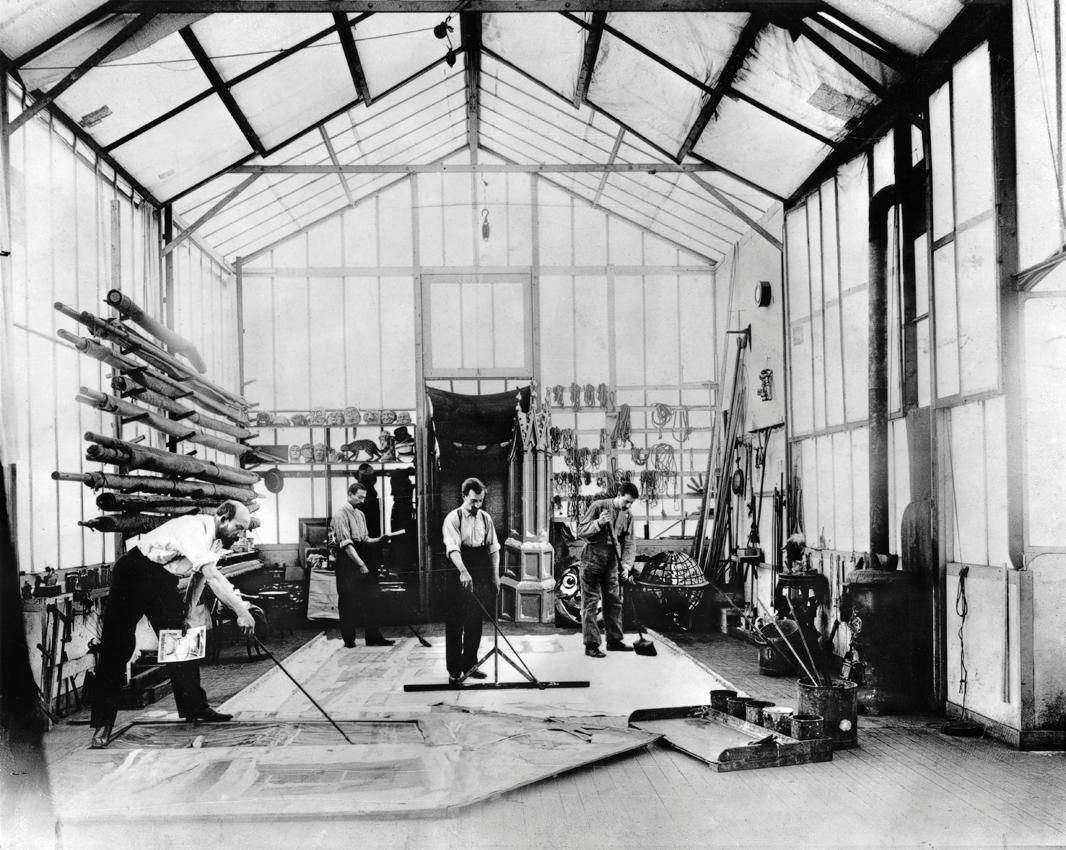
استودیو فیلم‌سازی استار فیلم کمپانی

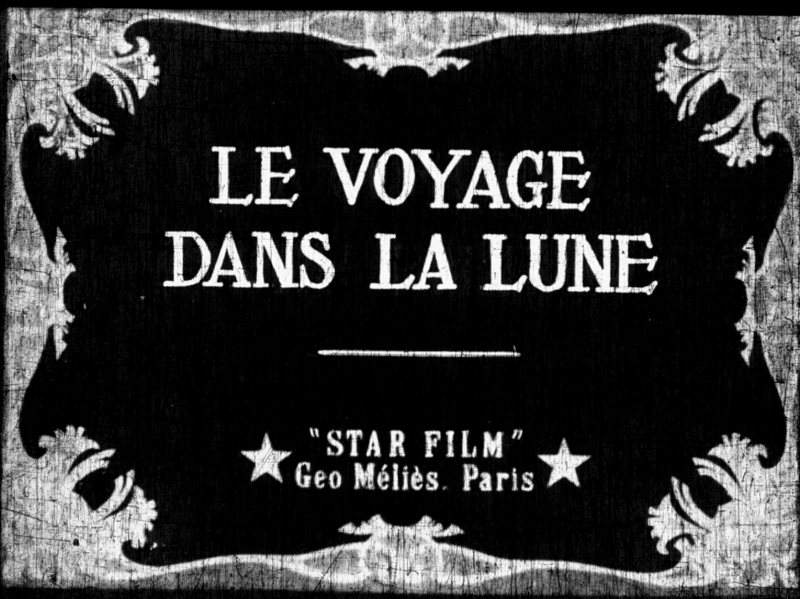
نماد استار فیلم در تیتراژ فیلم سفر به ماه

استار فیلم کمپانی (انگلیسی: Star Film Company) یک شرکت فیلم‌سازی در فرانسه است.
این شرکت در سال ۱۸۹۷ میلادی توسط ژرژ ملی‌یس تأسیس شده‌است.

## فیلم‌شناسی

### گزیده فیلم

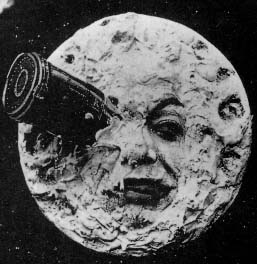
سفر به ماه، ملی‌یس

ملی‌یس در کمپانی استار فیلم صدها فیلم ساخت، لیست زیر شامل نام بعضی از این فیلم هاست:
- ورق‌های بازی (۱۸۹۶)
- احضار (۱۸۹۶)
- ورود یک قطار به ایستگاه ونسن (۱۸۹۶)
- خرمنکوب (۱۸۹۶)
- اردو (۱۸۹۶)
- نجات در رودخانه (۱۹۸۶) (گمشده)
- تردستی که ۱۰ کلاه را در ۶۰ ثانیه ظاهر می‌کند (۱۸۹۶) (گمشده)
- چکمه قدیمی (۱۸۹۶) (گمشده)
- طراح (مجموعه‌فیلم) (۱۸۹۶) (گمشده)
- رقص مارگون (۱۸۹۶) (گمشده)
- خانم دو وره (رقص انگلیسی) (۱۸۹۶)
- آبیاری گل‌ها (۱۸۹۶) (گمشده)
- لطیفه شاد (۱۸۹۶) (گمشده)
- چسباندن اعلامیه ممنوع (۱۸۹۶)
- بانوی ناپیدا (۱۸۹۶)
- یک شب وحشتناک (۱۸۹۶)
- خانه شیطان (۱۸۹۶) (یکی از اولین فیلم‌های ترسناک تاریخ سینما)
- کابوس (۱۸۹۶)
- بر روی بام‌ها (۱۸۹۷)
- آرایشگر و دهقان (۱۸۹۷)
- نبرد دریایی در یونان (۱۸۹۷)
- بین کاله و دوور (۱۸۹۷)
- دلقک و آدم‌ماشینی (۱۸۹۷) (گمشده)
- مهمانسرای جن‌زده (۱۸۹۷)
- شعبده کلاه‌بازی دیوانت (۱۸۹۷)
- آخرین فشنگ‌ها (۱۹۸۷)
- حومه تورناوو (۱۸۹۷)
- آزمایشگاه مفیستول (۱۸۹۷)
- توهم کیمیاگر (۱۸۹۷)
- مسلمان بامزه (۱۸۹۷) (گمشده)
- رقص در حرم (۱۸۹۷) (گمشده)
- قلعه اشباح (۱۸۹۷) (نسخه بازسازی‌شده فیلم قبلی ملی‌یس، خانه شیطان در سال ۱۸۹۶)
- پائولوی دلقک آواز می‌خواند (مجموعه‌فیلم) (۱۸۹۷) (گمشده)
- پیگمالیون و گالاتی (۱۸۹۸)
- پس از مهمانی رقص (۱۸۹۸) (اولین برهنگی شبیه‌سازی‌شده در سینما)
- غواص‌ها بر روی لاشه کشتی زیر آب (۱۸۹۸)
- فوت و فن‌های معروف مشت‌زنی (۱۸۹۸)
- جادوگر (۱۸۹۸)
- چهار کله‌شق (۱۸۹۸)
- توهم منجم (۱۸۹۸)
- وسوه آنتونی بزرگ (۱۸۹۸)
- شوالیه رازآلود (۱۸۹۹)
- سرقت مقبره کلئوپاترا (۱۸۹۹) (گمشده)
- مسیح بر بروی آب راه می‌رود (۱۸۹۹) (گمشده)
- سیندرلا (۱۸۹۹)
- احضار ارواح (۱۸۹۹)
- یک جادوگر به‌روز (۱۸۹۹)
- پرتره اسرارآمیز (۱۸۹۹)
- ماجرای دریفوس (مجوعه‌فیلم) (۱۸۹۹)
- شاه‌داماد دیلما (۱۸۹۹) (گمشده)
- ستون آتش (۱۸۹۹)
- افزایش و کاهش (۱۹۰۰)
- ژان دارک (۱۹۰۰)
- شیطان در صومعه (۱۹۰۰)
- بدبیاری‌های یک جهانگرد (۱۹۰۰)
- ارکست تک‌نفره (۱۹۰۰)
- تشکر مخاطبین (۱۹۰۰) (گمشده)
- مردی با سر لاستیکی (۱۹۰۱)
- ریش‌آبی (۱۹۰۱)
- سفر به ماه (۱۹۰۲)
- سفرهای گالیور در میان لیلیپوتی‌ها و غول‌ها (۱۹۰۲)
- رابینسون کروزوئه (۱۹۰۲)
- بدبختی هرگز به‌تنهایی نمی‌آید (۱۹۰۳)
- مهمانخانه‌ای که مردی در آن نمی‌خوابد (۱۹۰۳)
- هیولا (۱۹۰۳)
- شعله سحرآمیز (۱۹۰۳)
- فاوست در جهنم (۱۹۰۳)
- مجیک لنترن (۱۹۰۳)
- قلمرو پریان (۱۹۰۳)
- آرایشگر شهر سِویل (۱۹۰۴) (گمشده)
- پری دریایی (۱۹۰۴)
- سفر غیرممکن (۱۹۰۴)
- فرشته کریسمس (۱۹۰۴)
- جن سیاه (۱۹۰۵)
- قصر شب‌های عربی (۱۹۰۵)
- از پاریس تا مونت کارلو (۱۹۰۵)
- زیر دریا (۱۹۰۷)
- انسانیت در دوران مختلف (۱۹۰۸) (گمشده)
- خیالات بارون مانچهاوزن (۱۹۱۱)
- قرض شرف ارباب (۱۹۱۱)
- تسخیر قطب (۱۹۱۲)
- سیندرلا یا دمپایی شیشه‌ای (۱۹۱۲)
- شوالیه برف‌ها (۱۹۱۲)
- سفر خانواده بوریکون (۱۹۱۲)
- فتح لهستان (۱۹۱۲)
- شبح کوهستان سولفر (۱۹۱۲)
- داستان زندانی (۱۹۱۲)